# Buddleja interrupta
Buddleja interrupta är en flenörtsväxtart som beskrevs av Carl Sigismund Kunth. Buddleja interrupta ingår i släktet buddlejor, och familjen flenörtsväxter. Inga underarter finns listade i Catalogue of Life.